# Мусей Грамматик
Мусе́й Грамматик (др.-греч. Μουσαῖος ὁ Γραμμᾰτικός, конец V — начало VI вв. н. э.) — древнегреческий грамматик (исследователь литературных текстов, преимущественно Гомера, филолог) и поэт. Сведения о жизни Мусея скудны, однако известно, что он был христианином. Возможно, он являлся одним из адресатов писем софиста Прокопия Газского. 
Мусей является автором эпиллия в 340 гекзаметрах «Геро и Леандр» («Τὰ καθ' Ἡρὼ καὶ Λέανδρον») на популярный в эллинистической и римской литературе сюжет. Среди прочего, тот же сюжет обнаруживается в «Героидах» Овидия. Особенности метрики и стиля Мусея свидетельствуют о подражании Нонну Панополитанскому. 
К 
сюжету поэмы Мусея «Геро и Леандр» в Новое время обращались Кристофер Марло (поэма, 1593), Фридрих Шиллер (баллада, 1801), Франц Грильпарцер (трагедия «Волны моря и любви», Des Meeres und der Liebe Wellen, 1831); сюжет обыгрывается в повести Милорада Павича «Внутренняя сторона ветра». Русский перевод поэмы выполнен Василием Латышевым и опубликован в 1893 году в «Филологическом обозрении».